# Pierre VII du Kongo
Pierre VII ou VI du Kongo  (Mwemba Vuzi Nzinga  en kikongo et Pedro VIII  en  portugais). Manikongo du royaume du Kongo de 1901 à 1910.

## Contexte
Après la mort du régent Henri IV Nteyé a Nkenge le 23 avril 1901, l'administration coloniale, incapable d'obtenir un accord entre les deux candidats au trône : Don Alvaro Tangi de Água Rosada, fils de Pierre VI du Kongo, et Mfutila Dom Garcia  Kikembo, chef de Kimiala en Mabinda et frère d'Alvare XIV du Kongo, décide d'arbitrer en faveur de Pedro de Água Rosada  Mbemba nenkendo (comte) de Tuku dans le Madimba qui est désigné comme roi.  Le nouveau roi est couronné le 8  mai suivant mais il meurt dès le 24 juin 1910.
Sous l'influence du résident portugais Faria Leal un neveu du défunt roi Manuel Fernandes Komba est désigné à la place de l'héritier légitime Don Pedro Lelo mais un troisième candidat Manuel Martins Kiditu revendique le trône.

## Source
- (en) Jelmer Vos, Kongo in the Age of Empire 1860-1913, Madison, University of Wisconsin Press, 2015, 218 p. (ISBN 978-0-299-30624-3, lire en ligne)